# Ferroviário Esporte Clube (Cabo de Santo Agostinho)
Ne doit pas être confondu avec Ferroviário Esporte Clube (São Luís).
Maillots
Le Ferroviário Esporte Clube , également connu sous le nom de Ferroviário do Cabo ou plus simplement de Ferroviário, est un club brésilien de football fondé en 1961 et basé dans la ville de Bezerros, dans l'État du Pernambouc.
Le club joue ses matchs à domicile au Stade municipal Tenente Luiz Gonzaga, et joue actuellement dans le championnat du Pernambouc.

## Histoire
Le club est fondé le 18 décembre 1961 dans la ville de Cabo de Santo Agostinho.
Il change ensuite de ville pour déménager à Bezerros, à plus de 100km de Cabo de Santo Agostinho.

### Rivalité
Le Ferroviário entretenait une rivalité avec l'autre équipe principale de la ville de Cabo de Santo Agostinho (où était basé le club avant son déménagement), à savoir l'Associação Desportiva Cabense. Le match entre les deux équipes est appelé le « Clássico Ca-Fé ».

## Stades
À ses débuts, le club joue ses matchs à domicile au Stade Gileno de Carli de Cabo de Santo Agostinho, surnommé le Gilenão et doté de 5 459 places.
Durant la saison 2020, le club joue ses matchs à domicile au Stade Arthur Tavares Melo, surnommé l'Arthurzão et doté de 4 000 places, en attendant la construction de son stade, le Stade municipal Tenente Luiz Gonzaga.

## Palmarès
| Compétitions nationales                                                         |
| ------------------------------------------------------------------------------- |
| - Championnat du Pernambouc D3 (1) : - Champion : 2000. - Vice-champion : 1999. |

## Personnalités du club

### Présidents du club
- Erinaldo Nascimento

### Entraîneurs du club
- Edvaldo Oliveira
- Francivaldo Fonseca